# Donna Fargo
Donna Fargo (nacida como Yvonne Vaughn, Mount Airy, 10 de noviembre de 1945) es una cantautora estadounidense más conocida por una serie de éxitos que estuvieron dentro de los top 10 durante la década de 1970, incluyendo «The Happiest Girl In the Whole USA» y «Funny Face», ambos éxitos del pop en 1972.
Fargo ha ganado importantes premios desde su debut a finales de 1960, incluyendo un Premio Grammy a la mejor interpretación vocal country femenina en 1973 por «The Happiest Girl In the Whole USA», cinco galardones de la Academia de la Música Country o ACM y un premio de la Country Music Association.

## Discografía

### Álbumes de estudio

#### Década de 1970
| Título                                                  | Detalles                                                                  | Máxima posición en listas | Máxima posición en listas | Máxima posición en listas | Certificaciones (Ventas) |
| Título                                                  | Detalles                                                                  | US Country                | US                        | CAN                       | Certificaciones (Ventas) |
| ------------------------------------------------------- | ------------------------------------------------------------------------- | ------------------------- | ------------------------- | ------------------------- | ------------------------ |
| The Happiest Girl in the Whole U.S.A.                   | - Fecha de lanzamiento: mayo de 1972 - Sello discográfico: Dot Records    | 1                         | 47                        | 67                        | - Estados Unidos: Oro    |
| My Second Album                                         | - Fecha de lanzamiento: febrero de 1973 - Sello discográfico: Dot Records | 1                         | 104                       | 36                        |                          |
| All About a Feeling                                     | - Fecha de lanzamiento: octubre de 1973 - Sello discográfico: Dot Records | 5                         | 204                       | —                         |                          |
| Miss Donna Fargo                                        | - Fecha de lanzamiento: 1974 - Sello discográfico: Dot Records            | 4                         | 207                       | —                         |                          |
| Whatever I Say Means I Love You                         | - Fecha de lanzamiento: julio de 1975 - Sello discográfico: Dot Records   | 28                        | —                         | —                         |                          |
| On the Move                                             | - Fecha de lanzamiento: 1976 - Sello discográfico: Warner Bros. Records   | 31                        | —                         | —                         |                          |
| Fargo Country                                           | - Fecha de lanzamiento: 1977 - Sello discográfico: Warner Bros. Records   | 11                        | —                         | —                         |                          |
| Shame on Me                                             | - Fecha de lanzamiento: 1977 - Sello discográfico: Warner Bros. Records   | 18                        | —                         | —                         |                          |
| Dark-Eyed Lady                                          | - Fecha de lanzamiento: 1978 - Sello discográfico: Warner Bros. Records   | 20                        | —                         | —                         |                          |
| Just for You[A]                                         | - Fecha de lanzamiento: 1979 - Sello discográfico: Warner Bros. Records   | —                         | —                         | —                         |                          |
| "—" denota que el lanzamiento no apareció en las listas |                                                                           |                           |                           |                           |                          |

#### Década de 1980
| Título                                                  | Detalles                                                                | Máxima posición en listas |
| Título                                                  | Detalles                                                                | US Country                |
| ------------------------------------------------------- | ----------------------------------------------------------------------- | ------------------------- |
| Fargo                                                   | - Fecha de lanzamiento: 1980 - Sello discográfico: Warner Bros. Records | —                         |
| Brotherly Love                                          | - Fecha de lanzamiento: 1981 - Sello discográfico: MCA Records/Songbird | —                         |
| Donna                                                   | - Fecha de lanzamiento: 1983 - Sello discográfico: RCA Victor Records   | —                         |
| Encore                                                  | - Fecha de lanzamiento: 1984 - Sello discográfico: 51 West              | —                         |
| Winners                                                 | - Fecha de lanzamiento: 1986 - Sello discográfico: Mercury Records      | 50                        |
| "—" denota que el lanzamiento no apareció en las listas |                                                                         |                           |

### Álbumes compilatorios
| Título                                                  | Detalles                                                                      | Máxima posición en listas |
| Título                                                  | Detalles                                                                      | US Country                |
| ------------------------------------------------------- | ----------------------------------------------------------------------------- | ------------------------- |
| The Best of Donna Fargo                                 | - Fecha de lanzamiento: 1977 - Sello discográfico: Dot Records                | 9                         |
| The Best of Donna Fargo                                 | - Fecha de lanzamiento: 1995 - Sello discográfico: Varese Vintage             | —                         |
| Best of Donna Fargo                                     | - Fecha de lanzamiento: 8 de julio de 1997 - Sello discográfico: Curb Records | —                         |
| 20th Century Masters: The Millennium Collection         | - Fecha de lanzamiento: 8 de enero de 2002 - Sello discográfico: MCA Records  | —                         |
| "—" denota que el lanzamiento no apareció en las listas |                                                                               |                           |

## Sencillos

### Décadas de 1960 y 1970
| Año                                                     | Título                                            | Máxima posición en listas | Máxima posición en listas | Máxima posición en listas | Máxima posición en listas | Máxima posición en listas | Máxima posición en listas | Máxima posición en listas | Máxima posición en listas | Álbum                                 |
| Año                                                     | Título                                            | US Country                | CB Country                | CB Pop                    | US                        | US AC                     | CAN Country               | CAN                       | CAN AC                    | Álbum                                 |
| ------------------------------------------------------- | ------------------------------------------------- | ------------------------- | ------------------------- | ------------------------- | ------------------------- | ------------------------- | ------------------------- | ------------------------- | ------------------------- | ------------------------------------- |
| 1967                                                    | «Would You Believe a Lifetime»                    | —                         | —                         | —                         | —                         | —                         | —                         | —                         | —                         | Sin álbum                             |
| 1967                                                    | «You Reach for the Bottle»                        | —                         | —                         | —                         | —                         | —                         | —                         | —                         | —                         | Sin álbum                             |
| 1967                                                    | «Kinda Glad in Me»                                | —                         | —                         | —                         | —                         | —                         | —                         | —                         | —                         | Sin álbum                             |
| 1968                                                    | «Daddy»                                           | —                         | —                         | —                         | —                         | —                         | —                         | —                         | —                         | Sin álbum                             |
| 1969                                                    | «Wishful Thinkin'»                                | —                         | —                         | —                         | —                         | —                         | —                         | —                         | —                         | Sin álbum                             |
| 1972                                                    | «The Happiest Girl in the Whole U.S.A.»           | 1                         | 1                         | 8                         | 11                        | 7                         | 16                        | —                         | —                         | The Happiest Girl in the Whole U.S.A. |
| 1972                                                    | «Funny Face»                                      | 1                         | 1                         | 9                         | 5                         | 5                         | 1                         | 17                        | —                         | The Happiest Girl in the Whole U.S.A. |
| 1972                                                    | «Superman»                                        | 1                         | 1                         | 31                        | 41                        | 35                        | 1                         | 75                        | —                         | My Second Album                       |
| 1973                                                    | «You Were Always There»                           | 1                         | 3                         | 76                        | 93                        | 47                        | 1                         | —                         | 37                        | My Second Album                       |
| 1973                                                    | «Little Girl Gone»                                | 2                         | 3                         | 61                        | 57                        | 43                        | 2                         | —                         | 55                        | All About Feeling                     |
| 1974                                                    | «I'll Try a Little Bit Harder»                    | 6                         | 6                         | —                         | —                         | —                         | —                         | —                         | —                         | All About Feeling                     |
| 1974                                                    | «You Can't Be a Beacon If Your Light Don't Shine» | 1                         | 1                         | 48                        | 57                        | 14                        | 1                         | 41                        | 15                        | Miss Donna Fargo                      |
| 1974                                                    | «US of A»                                         | 9                         | 8                         | 102                       | 86                        | —                         | —                         | —                         | —                         | Miss Donna Fargo                      |
| 1975                                                    | «It Do Feel Good»                                 | 7                         | 7                         | 101                       | 98                        | —                         | 12                        | —                         | —                         | Miss Donna Fargo                      |
| 1975                                                    | «Hello Little Bluebird»                           | 14                        | 11                        | —                         | —                         | —                         | 8                         | —                         | —                         | Whatever I Say Means I Love You       |
| 1975                                                    | «Whatever I Say (Means I Love You)»               | 38                        | 30                        | —                         | —                         | —                         | —                         | —                         | —                         | Whatever I Say Means I Love You       |
| 1975                                                    | «What Will the New Year Bring»                    | 58                        | 40                        | —                         | —                         | —                         | —                         | —                         | —                         | Whatever I Say Means I Love You       |
| 1976                                                    | «You're Not Charlie Brown»                        | 60                        | 44                        | —                         | —                         | —                         | —                         | —                         | —                         | Whatever I Say Means I Love You       |
| 1976                                                    | «Mr. Doodles»                                     | 20                        | 21                        | —                         | —                         | —                         | 40                        | —                         | —                         | On the Move                           |
| 1976                                                    | «I've Loved You All of the Way»                   | 15                        | 9                         | —                         | —                         | —                         | —                         | —                         | —                         | On the Move                           |
| 1976                                                    | «Don't Be Angry»                                  | 3                         | 5                         | —                         | —                         | —                         | 10                        | —                         | —                         | The Best of Donna Fargo               |
| 1976                                                    | «Mockingbird Hill»                                | 9                         | 9                         | —                         | —                         | —                         | 6                         | —                         | —                         | Fargo Country                         |
| 1977                                                    | «I'd Love You to Want Me»                         | —                         | —                         | —                         | —                         | —                         | —                         | —                         | —                         | The Best of Donna Fargo               |
| 1977                                                    | «That Was Yesterday»                              | 1                         | 1                         | —                         | —                         | —                         | 1                         | —                         | —                         | Fargo Country                         |
| 1977                                                    | «Shame on Me»                                     | 8                         | 11                        | —                         | —                         | —                         | 17                        | —                         | —                         | Shame on Me                           |
| 1977                                                    | «Do I Love You (Yes in Every Way)»                | 2                         | 1                         | 94                        | —                         | 45                        | 1                         | —                         | —                         | Shame on Me                           |
| 1978                                                    | «Ragamuffin Man»                                  | 19                        | 20                        | —                         | —                         | —                         | 21                        | —                         | 40                        | Shame on Me                           |
| 1978                                                    | «Another Goodbye»                                 | 10                        | 14                        | —                         | —                         | —                         | 8                         | —                         | —                         | Dark-Eyed Lady                        |
| 1978                                                    | «Somebody Special»                                | 6                         | 6                         | —                         | —                         | —                         | 5                         | —                         | —                         | Dark-Eyed Lady                        |
| 1979                                                    | «Daddy» (nueva versión)                           | 14                        | 10                        | —                         | —                         | —                         | 25                        | —                         | —                         | Just for You                          |
| 1979                                                    | «Preacher Berry»                                  | 45                        | 49                        | —                         | —                         | —                         | —                         | —                         | —                         | Just for You                          |
| "—" denota que el lanzamiento no apareció en las listas |                                                   |                           |                           |                           |                           |                           |                           |                           |                           |                                       |

### Décadas de 1980 a 2000
| Año                                                     | Título                                                    | Máxima posición en listas | Máxima posición en listas | Máxima posición en listas | Álbum          |
| Año                                                     | Título                                                    | US Country                | CB Country                | CAN Country               | Álbum          |
| ------------------------------------------------------- | --------------------------------------------------------- | ------------------------- | ------------------------- | ------------------------- | -------------- |
| 1980                                                    | «Walk on By»                                              | 43                        | 45                        | 53                        | Just for You   |
| 1980                                                    | «Land of Cotton»                                          | 63                        | 55                        | —                         | Fargo          |
| 1980                                                    | «Seeing Is Believing»                                     | 53                        | 51                        | —                         | Fargo          |
| 1981                                                    | «Lone Star Cowboy»                                        | 73                        | 63                        | —                         | Sin álbum      |
| 1981                                                    | «Jacamo»                                                  | 72                        | 69                        | —                         | Sin álbum      |
| 1981                                                    | «The Baptism of Jesse Taylor»                             | —                         | —                         | —                         | Brotherly Love |
| 1981                                                    | «Say I Do»                                                | —                         | —                         | —                         | Brotherly Love |
| 1982                                                    | «It's Hard to Be a Dreamer (When I Used to Be the Dream)» | 40                        | 34                        | 41                        | Donna          |
| 1982                                                    | «Did We Have to Go This Far (To Say Goodbye)»             | 80                        | 92                        | —                         | Donna          |
| 1983                                                    | «The Sign of the Times»                                   | 72                        | —                         | —                         | Sin álbum      |
| 1984                                                    | «My Heart Will Always Belong to You»                      | 80                        | —                         | —                         | Sin álbum      |
| 1986                                                    | «Woman of the 80's»                                       | 58                        | —                         | —                         | Winners        |
| 1986                                                    | «Me and You»                                              | 29                        | —                         | —                         | Winners        |
| 1987                                                    | «Members Only» (con Billy Joe Royal)                      | 23                        | —                         | —                         | Winners        |
| 1991                                                    | «Soldier Boy»                                             | 71                        | —                         | —                         | Sin álbum      |
| 2008                                                    | «We Can Do Better in America»                             | —                         | —                         | —                         | Sin álbum      |
| "—" denota que el lanzamiento no apareció en las listas |                                                           |                           |                           |                           |                |

### Sencillos como invitada
| Año  | Título           | Artista          | Álbum     |
| ---- | ---------------- | ---------------- | --------- |
| 1987 | «Our Last Night» | Johnny Rodriguez | Sin álbum |